# Kloneus babayaga
Genre
Espèce
Kloneus babayaga est une espèce de lépidoptères (papillons) de la famille des Sphingidae, de la sous-famille des Smerinthinae et de la tribu des Dilophonotini. Elle est l'unique représentante du genre monotypique Kloneus.

## Description
Les adultes ressemblent à Pachylia ficus mais se distinguent par la marge externe fortement crénelée, le très grand point discal sur le dessus de la face antérieure et la bande médiane peu visible sur la face postérieure. Les trois quarts inférieurs des ailes postérieures sont brun pâle avec une bande médiane légèrement plus sombre. La bande marginale est brun foncé, avec une très étroite ligne postmédiane brun foncé qui court le long de la base jusqu'à son bord intérieur.

## Répartition
L'espèce est connue au Nicaragua et en Équateur, mais existe probablement du Mexique au Costa Rica. Elle est également signalée dans le nord du Venezuela.

## Systématique
L'espèce Kloneus babayaga a été décrite par l’entomologiste américain Henry T. Skinner en 1923. Sa localité type est Eden Mine au Nicaragua.

### Synonymie
- Oberthuerion Clark, 1923 (Genre)
- Oberthuerion harroverii Clark, 1923 (Espèce)